# Banyallarga mexicana
Banyallarga mexicana is een schietmot uit de familie Calamoceratidae. De soort komt voor in het Neotropisch gebied.